# فورایه باس
فورایه باس (انگلیسی: Forrayah Bass؛ زادهٔ ۱۲ مارس ۱۹۹۵) بازیکن فوتبال اهل بریتانیا است.
از باشگاه‌هایی که در آن بازی کرده‌است می‌توان به باشگاه فوتبال برادفورد سیتی اشاره کرد.